# Grevillea callichlaena
Grevillea callichlaena är en tvåhjärtbladig växtart som beskrevs av Molyneux & Stajsic. Grevillea callichlaena ingår i släktet Grevillea och familjen Proteaceae. Inga underarter finns listade i Catalogue of Life.